# 베트남 공화국 국가경찰
베트남 공화국 국가경찰(베트남어: Cảnh sát Quốc gia Việt Nam Cộng hòa/警察國家越南共和, 영어: Republic of Vietnam National Police (RVNP))는 1962년부터 1975년까지 존재한 베트남 공화국의 국가경찰로서, 베트남 전쟁시기 베트남 공화국 육군과 주로 함께 활동하였다.

## 소속 인물

### 총감독
- 응우옌응옥로안
- 응우옌응옥레
- 마이흐우쑤안

### 사령
- 쩐탄퐁

## 같이 보기
- 베트남 공화국 육군
- 베트남 전쟁
- 중앙정보국